# Roding (Allemagne)
Pour les articles homonymes, voir Roding.
Roding est une ville d'Allemagne, située en Bavière, dans l'arrondissement de Cham, et le district du Haut-Palatinat.

## Sport
La ville a notamment accueilli les championnats du monde de marche nordique en 2014, ainsi que le championnat d'europe de 10km en 2019.